# Ведемарк
Ведемарк (њем. Wedemark) општина је у њемачкој савезној држави Доња Саксонија. Једно је од 21 општинског средишта округа Регион Хановер. Према процјени из 2010. у општини је живјело 29.069 становника. Посједује регионалну шифру (AGS) 3241019.

## Географски и демографски подаци
Ведемарк се налази у савезној држави Доња Саксонија у округу Регион Хановер. Општина се налази на надморској висини од 48 метара. Површина општине износи 173,3 km². У самом мјесту је, према процјени из 2010. године, живјело 29.069 становника. Просјечна густина становништва износи 168 становника/km².

## Међународна сарадња
| Мјесто | Држава    | Врста сарадње | Од    |
| ------ | --------- | ------------- | ----- |
| Роа    | Француска | партнерство   | 1985. |
| Извор  |           |               |       |